# Attaque des champs pétrolifères d'Abole
L'attaque des champs pétrolifères d'Abole est un raid qui s'est déroulé dans la matinée du 24 avril 2007 lorsque des hommes armés du Front national de libération de l'Ogaden (FNLO) a attaqué un site pétrolier chinois dans la ville d'Abole, 30 km au nord de Degehabur, dans la région Somali en Éthiopie. 74 personnes, dont neuf ouvriers chinois travaillant pour le groupe pétrolier chinois China Petroleum & Chemical Corporation (Sinopec), furent tuées.
Cette attaque a choqué la population et nombreux ont été ceux qui ont craint qu'elle ne dissuade les investisseurs étrangers de venir dans le pays. La plupart des éthiopiens tués lors de ce massacre étaient des ouvriers, des gardes ou des personnels administratifs. Certains membres de la sécurité éthiopiennes ont également été tués au cours de l'attaque surprise. Ce fut le plus important attentat commis par FNLO.
L'attaque d'Abole est survenus alors même que les forces armées éthiopiennes étaient impliquées dans des combats contre des insurgés somaliens à Mogadiscio.

## Réactions
- Le Front national de libération de l'Ogaden revendiqua l'attaque et indiqua qu'il s'agissait de représailles contre la politique gouvernementale dans la région[1]. Le FNLO avait précédemment averti les compagnies pétrolières internationales de ne pas signer d'accords avec le gouvernement éthiopien pour l'exploitation des sites pétroliers du bassin de l'Ogaden[4].
- Le premier ministre éthiopien, Meles Zenawi, a dénoncé l'attaque comme étant un "meurtre de sang-froid"[5].
- Le gouvernement de la République populaire de Chine a condamné l'attaque par le biais du porte-parole du ministre des affaires étrangères chinois qui annonçait : "Le gouvernement chinois condamne fermement cette attaque armée atroce, et pleure pour les chinois et éthiopiens victimes et exprime sa profonde sympathie à leurs familles ainsi qu'à ceux qui ont été blessés au cours de l'attaque"[6].
- Au Royaume-Uni, le secrétaire d'État du Foreign and Commonwealth Office, Lord David Triesman, a dénoncé le "massacre aveugle d'innocents éthiopiens et chinois qui étaient des travailleurs sur le site d'exploitation pétrolière"[7].